# El Dorado (film, 1921)
Pour les articles homonymes, voir Eldorado (homonymie).
El Dorado est un film français réalisé par Marcel L'Herbier, sorti en 1921.

## Synopsis
À Grenade, Sibilla est une danseuse du cabaret l'El Dorado. Son fils étant gravement malade, elle demande de l'aide au père du garçon, Estiria, mais celui-ci, occupé à organiser les fiançailles de sa fille Iliana, la repousse. Lorsque Sibilla découvre l'existence d'une relation amoureuse entre Iliana et Hedwick, un jeune peintre de l'Alhambra pour qui elle sert de modèle, elle décide de faire pression sur Estiria.

## Fiche technique
- Titre : El Dorado
- Réalisation : Marcel L'Herbier
- Scénario : Marcel L'Herbier et Dimitri Dragomir
- Décors : Louis Le Bertre et Robert-Jules Garnier
- Costume : Alberto Cavalcanti
- Photographie : Georges Lucas et Georges Specht
- Musique : Marius-François Gaillard
- Production : Gaumont
- Pays de production :  France
- Format : Noir et blanc - Muet - 1,33:1 - 35 mm
- Genre : Drame
- Durée : 98 minutes
- Date de sortie : 
  - France : 23 octobre 1921

## Distribution
- Ève Francis : Sibilla
- Jaque Catelain : Hedwick, jeune peintre scandinave
- Marcelle Pradot : Iliana
- Georges Paulais : Estiria, père d'Iliana
- Claire Prélia : la comtesse, mère d'Hedwick
- Philippe Hériat : Joao, le bouffon
- Noémie Scize : Manolita, une danseuse
- Édith Réal : Conception, la duègne d'Iliana
- Max Dhartigny : le patron de l'El Dorado
- Émile Saint-Ober : l'aveugle
- Jeanne Bérangère : la vieille femme
- Lili Samuel : la vendeuse de fleurs
- Michel Duran

## Autour du film
- Le film met en œuvre beaucoup d'effets visuels qui font sa force : flous, déformations optiques, jeux de lumière et d'ombre, etc. Pour symboliser l'absence rêveuse de l'héroïne, L'Herbier utilisa un « flou tramé », ce qui occasionna une formidable colère de Léon Gaumont, lors de la projection, car il croyait que l'opérateur s'était trompé dans la mise au point.